# 北京京丰宾馆
39°51′50″N 116°16′50″E / 39.8638649°N 116.2804753°E
京丰宾馆，位于北京市丰台区西四环南路61号，隶属中央军委机关事务管理总局招待局。

## 简介
1981年3月京丰宾馆开业，位于北京西四环丰台镇，占地203亩。京丰宾馆主楼建于1970年代末，礼堂建于1980年代初。此外，还建有办公楼。后来扩建而成的有藏画馆、宿舍等建筑。
京丰宾馆主要承担中央、国家、军队重大会议接待任务及社会团体会议，是中国共产党全国代表大会、全国“两会”先进接待单位，是中央国家机关和北京市政府定点会议单位。到2011年为止，京丰宾馆是连续24年接待全国人大会议代表、全国政协会议委员的定点饭店。1989年4月，在京丰宾馆召开了“改革十年：中青年理论与实践研讨会”，俗称“京丰宾馆会议”。
2011年12月，为进行京丰宾馆改造项目，京丰宾馆礼堂拆除。2012年10月京丰宾馆停业改扩建。京丰宾馆改造项目于2013年4月开工，计划2015年12月完工，工程造价5亿元人民币。
2017年6月京丰宾馆重张开业，营业面积9.05万平方米，拥有客房542间、餐厅14个、会议室18个、千人多功能厅1个，以及健身、棋牌、台球、乒乓球等配套设施。开业后的京丰宾馆作为中央军委装备发展部机关临时办公地，承担服务保障职能。
2016年深化国防和军队改革前，京丰宾馆是中国人民解放军总后勤部直属企业。2016年1月，中国人民解放军总后勤部被撤销。此后京丰宾馆转隶中央军委机关事务管理总局招待局。